# Liste der Monuments historiques in Robécourt
Die Liste der Monuments historiques in Robécourt führt die Monuments historiques in der französischen Gemeinde Robécourt auf.

## Liste der Immobilien
| Bezeichnung             | Beschreibung                                                                                  | Standort            | Kennzeichnung | Schutzstatus | Datum | Bild           |
| ----------------------- | --------------------------------------------------------------------------------------------- | ------------------- | ------------- | ------------ | ----- | -------------- |
| Johanniterkommende      | 1591 erbaut                                                                                   | 1 Grande Rue (Lage) | PA00107262    | Inscrit      | 1932  | weitere Bilder |
| Glockengießerei Farnier | Gebäudebestand zwischen 1847 und den 1930er Jahren, mit technischer Ausstattung; heute Museum | 23 rue Porot (Lage) | PA00107263    | Classé       | 1995  |                |

## Liste der Objekte
| Bezeichnung                   | Beschreibung                                                                                                   | Standort                                        | Kennzeichnung | Schutzstatus | Datum | Bild |
| ----------------------------- | --- | ----------------------------------------------- | ------------- | ------------ | ----- | ---- |
| 84 Matrizen                   | Buchsbaum | in der Glockengießerei Farnier (Lage)           | PM88001068    | Classé       | 1993  |      |
| Glockenkatalog                | Verzeichnis der Glocken mit Angabe des Gießers                                                                 | in der Glockengießerei Farnier (Lage)           | PM88001069    | Classé       | 1993  |      |
| Hauptaltar                    | Altartisch, Tabernakel und Retabel; Stein, Gips, Holz, teilweise farbig gefasst und vergoldet, 18. Jahrhundert | in der Kirche Notre-Dame-de-l’Assomption (Lage) | PM88000820    | Classé       | 1964  |      |
| 257 Glockenformen             | Gips | in der Glockengießerei Farnier (Lage)           | PM88001070    | Classé       | 1993  |      |
| Sieben Werkstattverzeichnisse | mit insgesamt 3321 Glocken                                                                                     | in der Glockengießerei Farnier (Lage)           | PM88001071    | Classé       | 1993  |      |
| Zwei Notenbücher              | Sammlung von Kantaten und Liedern über Glocken der Gießerei Farnier                                            | in der Glockengießerei Farnier (Lage)           | PM88001073    | Classé       | 1993  |      |
| Buch über den Glockenguss     | 1726 gedruckt                                                                                                  | in der Glockengießerei Farnier (Lage)           | PM88001072    | Classé       | 1993  |      |
| Zwei Kanonenrohre             | um 1800 | in der Glockengießerei Farnier (Lage)           | PM88001074    | Classé       | 1993  |      |
| Taufbecken                    | Stein, Anfang des 16. Jahrhunderts                                                                             | in der Kirche Notre-Dame-de-l’Assomption (Lage) | PM88000819    | Classé       | 1908  |      |
| Glocke von Georges Farnier    | mit den Namen seiner Töchter                                                                                   | in der Glockengießerei Farnier (Lage)           | PM88001065    | Classé       | 1993  |      |
| Stimmgabeln                   | zwei Etuismit Stimmgabeln                                                                                      | in der Glockengießerei Farnier (Lage)           | PM88001066    | Classé       | 1993  |      |
| 304 Wachsformen               | | in der Glockengießerei Farnier (Lage)           | PM88001067    | Classé       | 1993  |      |
| Marien- und Annenretabel      | Stein und Gips, farbig gefasst, 18. Jahrhundert                                                                | in der Kirche Notre-Dame-de-l’Assomption (Lage) | PM88000821    | Classé       | 1964  |      |